# Djurgårdsfärjan

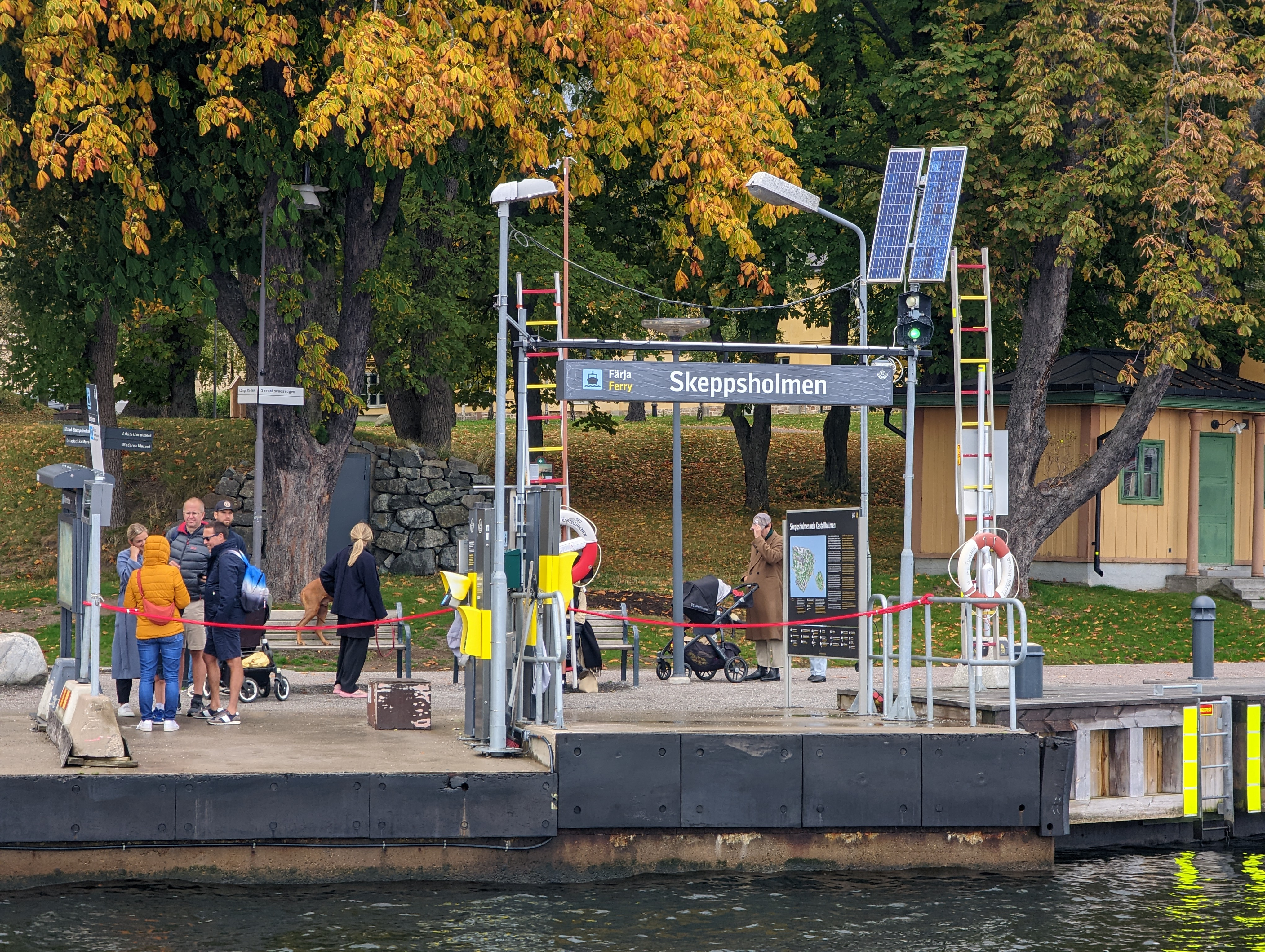
Hållplats vid Skeppsholmen.

Djurgårdsfärjan är en färjelinje som trafikerar Stockholms inre vattenområden. 

## Historik

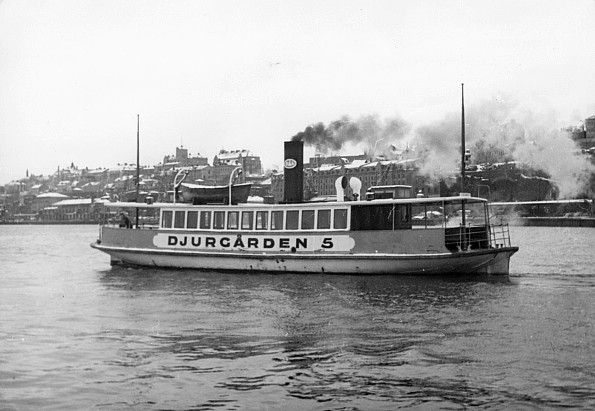
"Djurgården 5", 1955 (idag "Flyt").

Linjen går mellan Skeppsbron norr om Slussen och Räntmästartrappan (som före 2016 var dess kajplats), Skeppsholmen och Allmänna gränd på Djurgården. Åren 2012–13 gjordes ett försök där vissa turer gick via Fotografiska. Färjan ingår i stadens kollektiva trafiknät och sköts av SL. Djurgårdsfärjan transporterar cirka 2,2 miljoner passagerare varje år. Färjan har flest passagerare under sommarmånaderna, särskilt under juli. 
Trafiken sköttes av Waxholmsbolaget fram till den 16 juni 2014 då SL tog över driften, med Djurgårdens Färjetrafik som utförare av trafiken. Med SL:s övertagande började samtliga deras färdbevis gälla ombord. Före driftbytet hade periodkort varit de enda giltiga SL färdbevis på färjan. Fram till december 2003 trafikerade fartygen Djurgården 4 och Djurgården 7 även sträckan Nybroplan till Allmänna gränd.

## Bilder

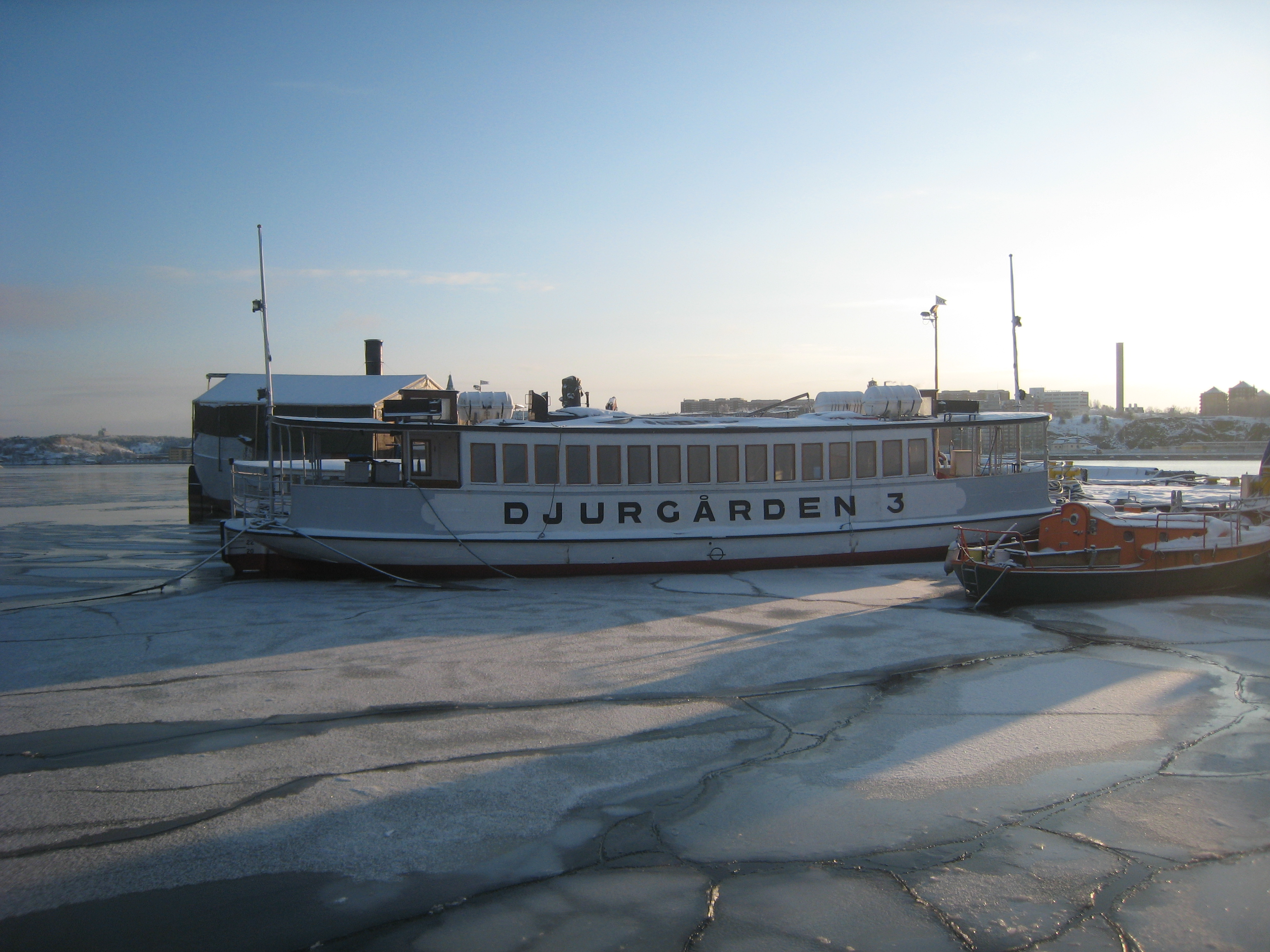
Djurgården 3 på Beckholmen.
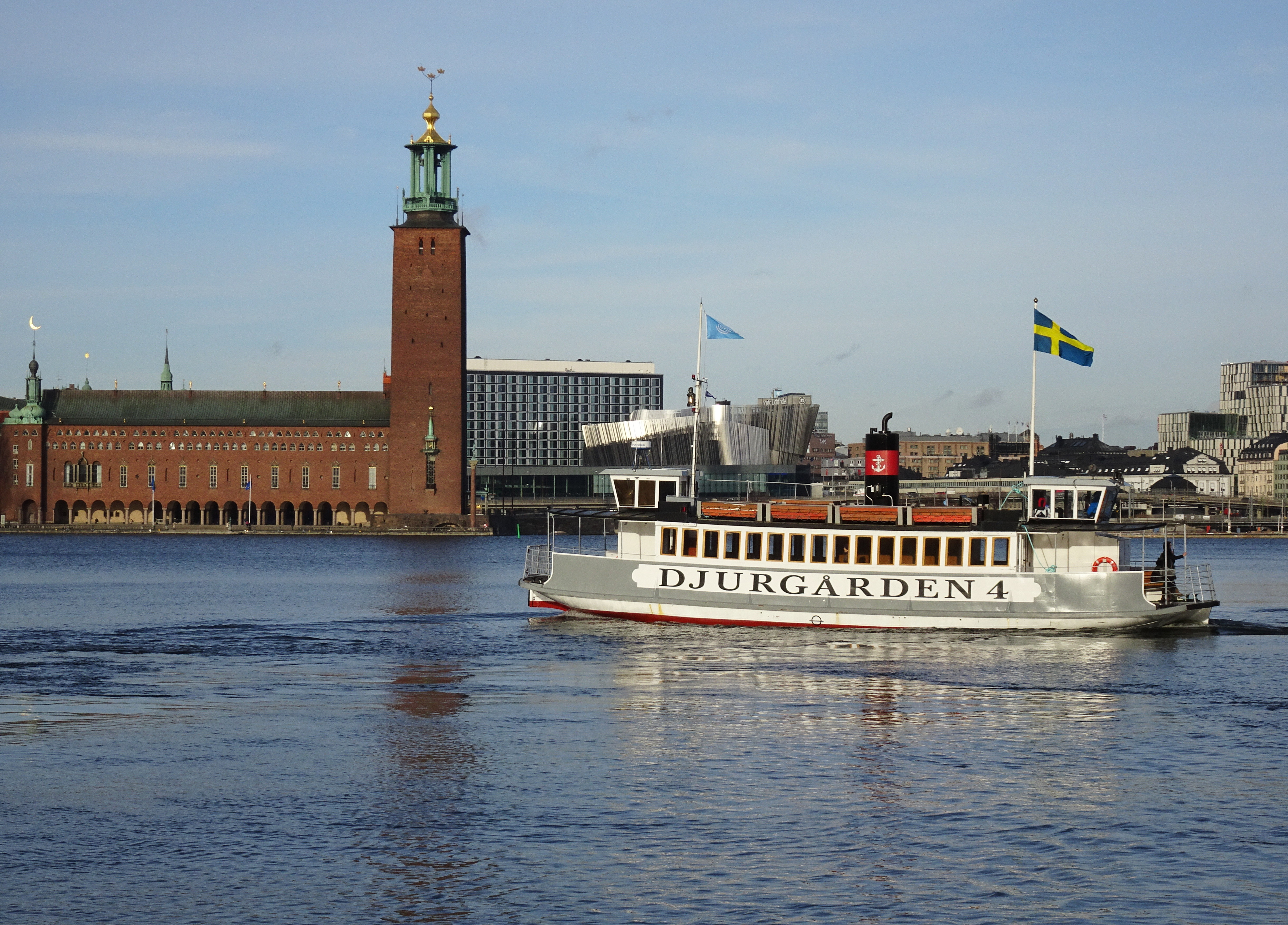
Djurgården 4 på Riddarfjärden.
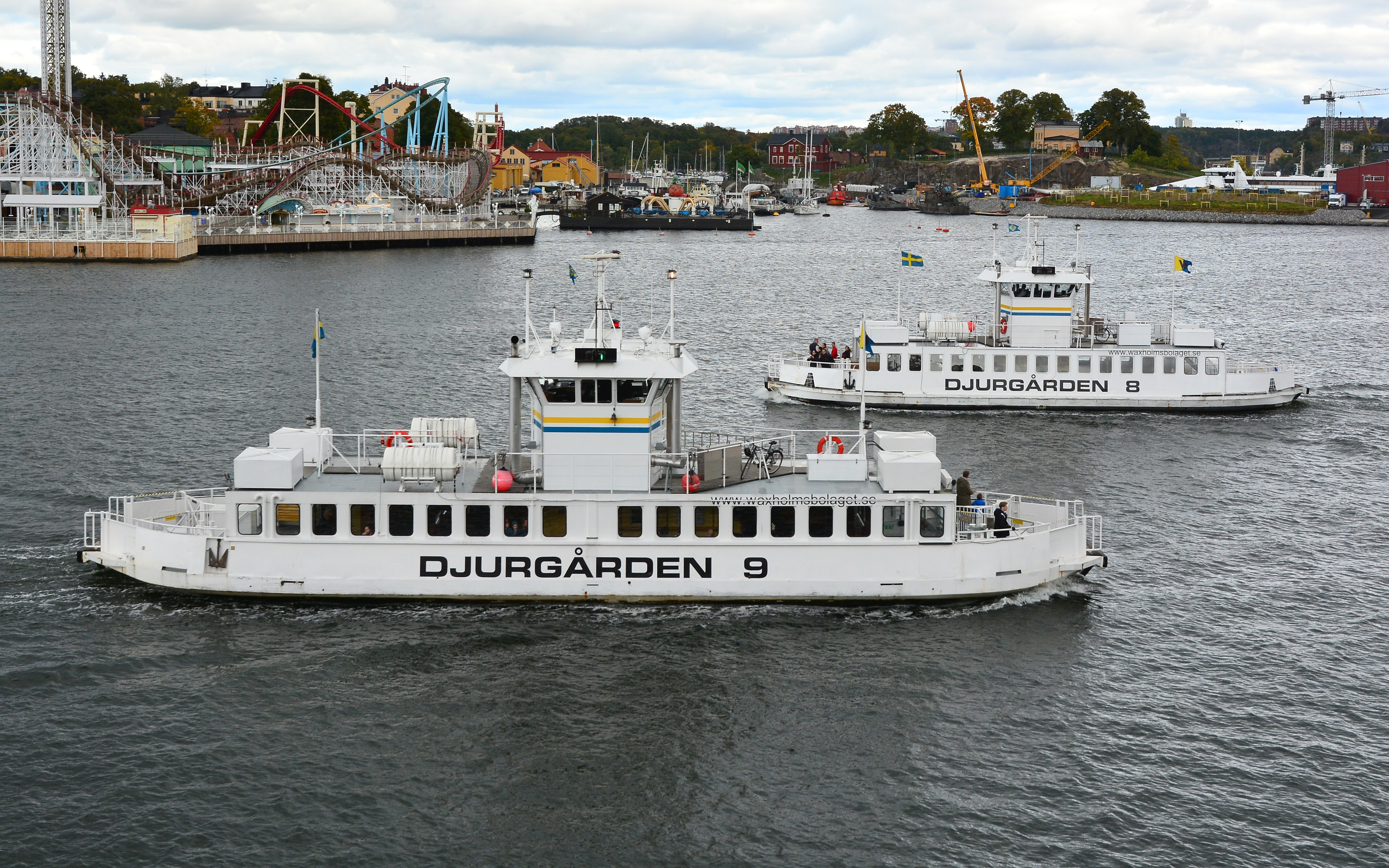
Djurgården 8 och Djurgården 9 utanför Kastellholmen.
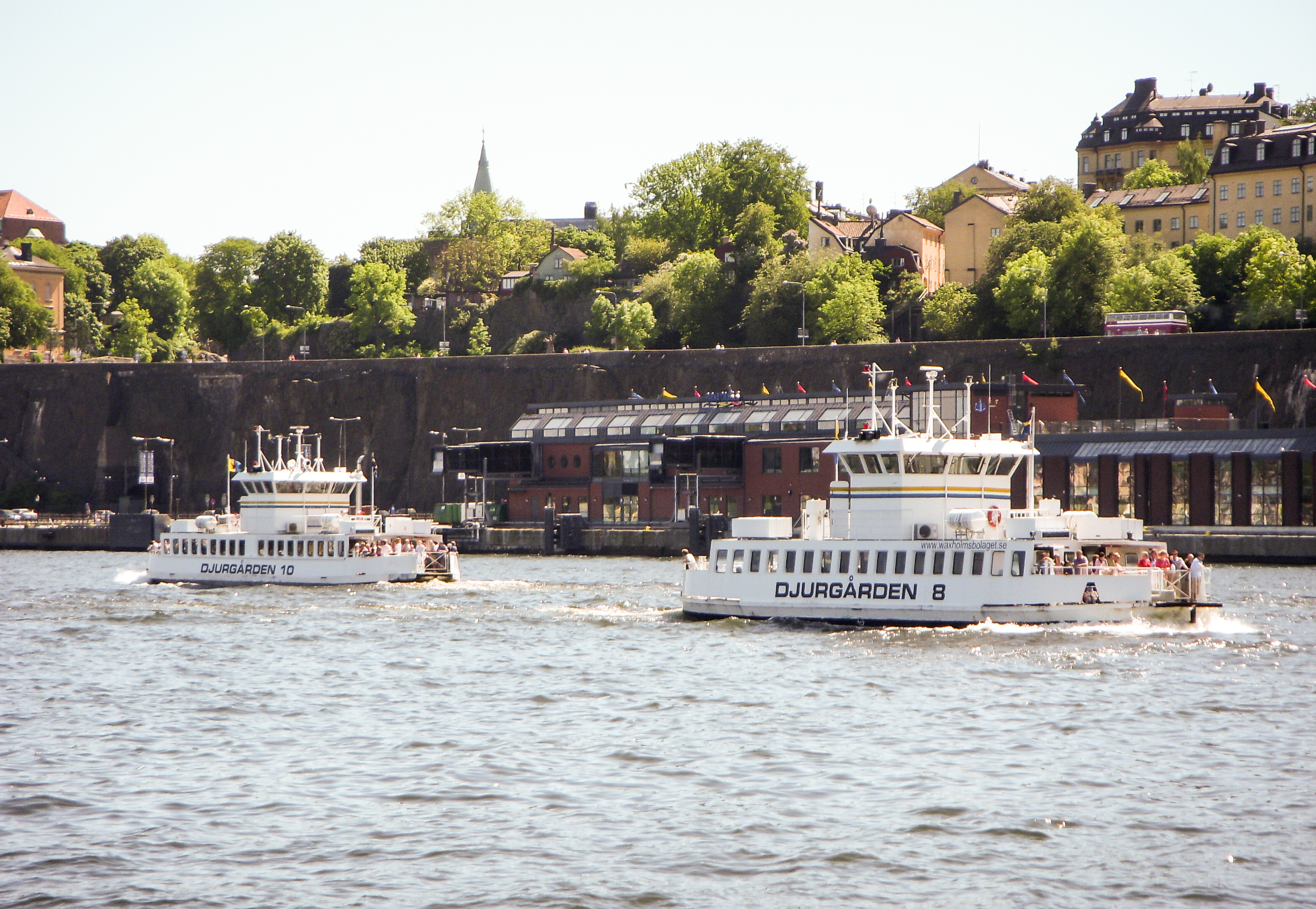
Djurgården 8 och Djurgården 10 på Saltsjön.
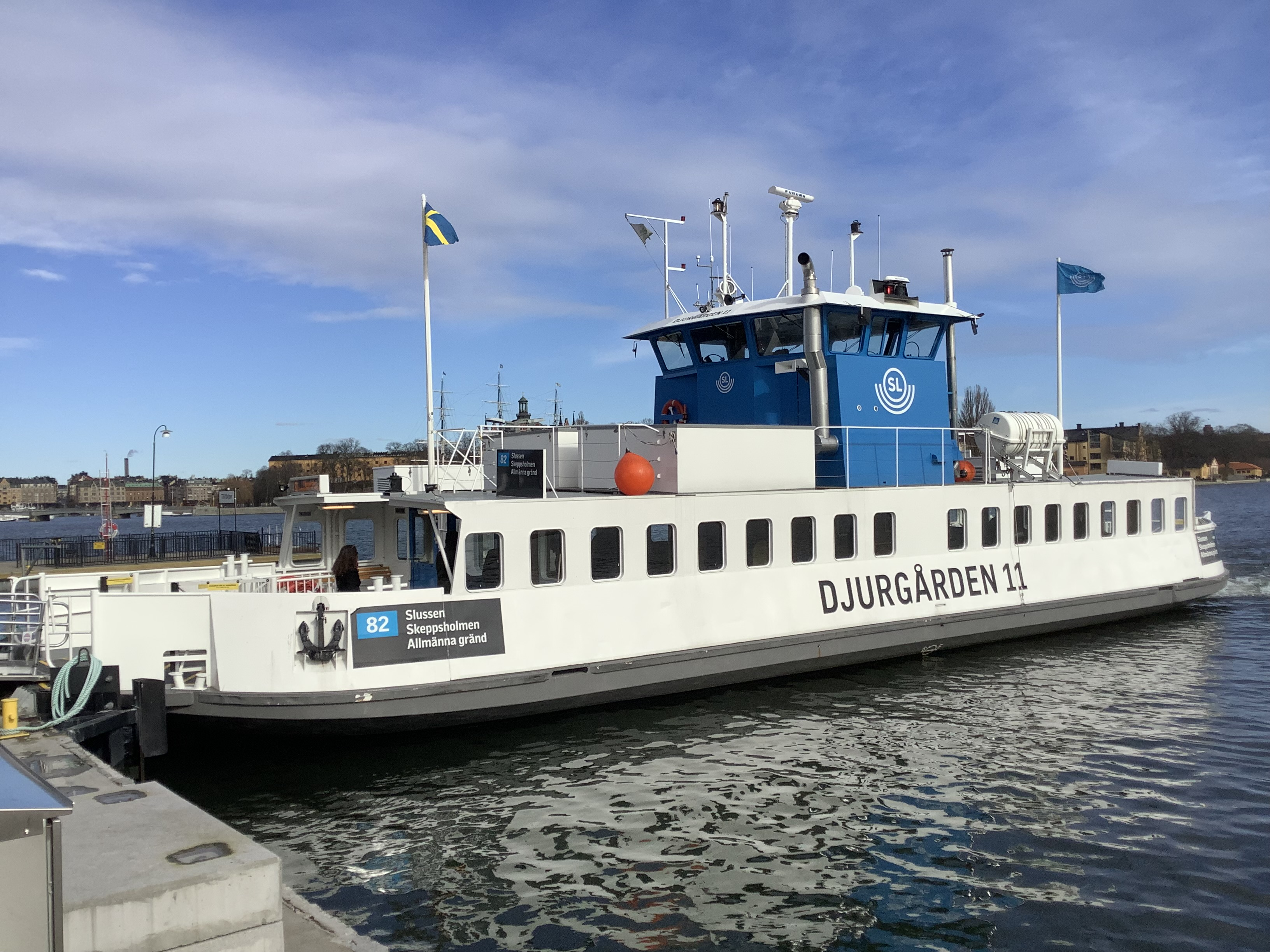
Djurgården 11, 2020, ombyggd och ommålad 2019.
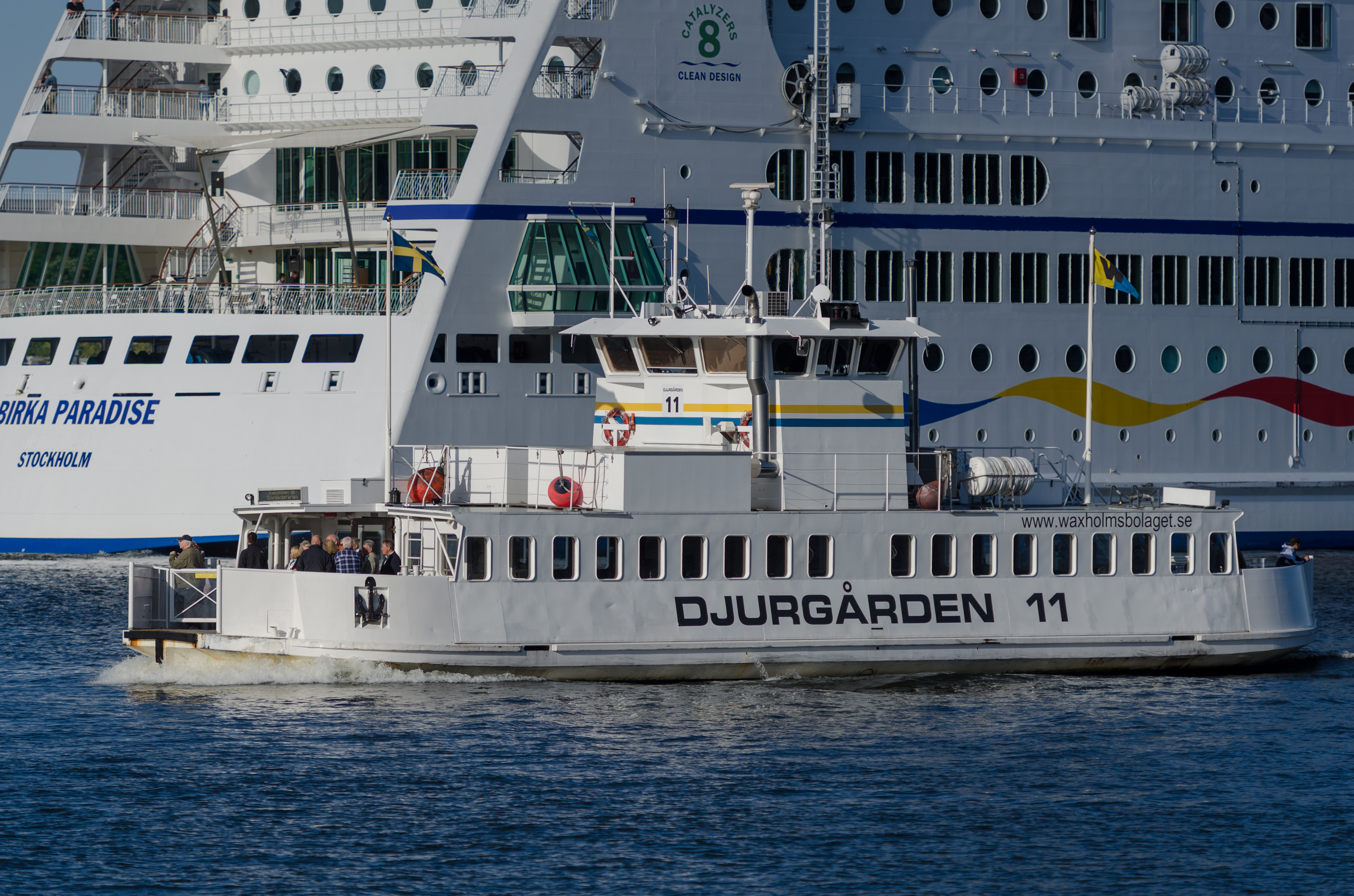
Djurgården 11 och Birka Paradise, 2012.

## Tidigare och nuvarande fartyg
- Djurgården 1
- Djurgården 2
- Djurgården 3
- Djurgården 4
- Djurgården 5 (idag restaurangfartyget Flyt)
- Djurgården 6
- Djurgården 7
- Djurgården 8
- Djurgården 9
- Djurgården 10
- Djurgården 11